# Светозар Радойчич
Светозар Радойчич (на сръбски: Светозар Радојчић) е виден сръбски историк на изкуството, основател на Катедрата по история на изкуството в Белградския университет.

## Биография
Роден е на 27 май 1909 година в Сремски Карловци, тогава в Австро-Унгария, в семейството на историка академик Никола Радойчич. Учи археология в Люблянския и в Загребския университет. Специализира във Виена и в Прага. Близък сътрудник е на Николай Окунев.
Преди Втората световна война живее и работи в Скопие, Вардарска Македония, където публикува книгите „Портрети српских владара у средњем веку“ и „Старине Црквеног музеја у Скопљу“. Изследва делата зографите Михаил и Евтихий и орнаментиката и украсите в книгите на Слепченския и Кратовския скрипторий, както и зографските паметници в Македония от времето на сръбското владичество през средновековието, като важен негов труд е „Прилози за историју најстаријег охридског сликарства“. На XII международен византолошки конгрес в Охрид в 1961 година изнася кореферат към пленарния реферат на Виктор Лазарев за живописта в Македония в XI и XII век, в който обяснява един от най-сложните цикли в екзонартекса на „Света София“ в Охрид от XIV век.
От 1956 година е редовен професор във Философския факултет на Белградския унидерситет.
На 27 май 1952 година е избран за член-кореспондент, а на 5 декември 1963 година за редовен член на Сръбската академия на науките и изкуствата.
Носител е на Октомврийска награда на Белград (1965), на Хердерова награда (1967) и на Седмоюлска награда (1971).
Умира в Белград на 20 октомври 1978 година.